# 山西经济出版社
山西经济出版社，是一家中华人民共和国出版社，其总部位于山西省太原市并州北路11号。

## 沿革
前身是山西人民出版社经济编辑室。1989年6月，经新闻出版署批准，1990年2月组建，成立于太原。该社主要出版经济理论著作、经济史料及经济知识等资料。其中《西方管理思想史》获得第二届中国图书奖荣誉奖。此外还出版《中国当代经济学家文丛》、《中国社会主义经济结构研究丛书》、《邓小平著作学习大辞典》、《证券大辞典》等。